# Área de endemismo na Mata Atlântica
A Mata Atlântica é um dos principais biomas do Brasil e se estende por toda porção leste do território brasileiro, incluído ainda Misiones na Argentina e o leste do Paraguai (Galindo-Leal e Câmara, 2005). A Mata Atlântica é uma das mais bem definidas regiões biogeográficas da América do Sul. De uma perspectiva continental, a Mata Atlântica pode ser considerado uma ilha, porque é isolado de outros grandes blocos de florestas da América do Sul (Amazônica e florestas andinas) por um corredor de formações abertas até a semi abertas, compreendendo a Caatinga, Cerrado e Chaco (Ab'Saber, 1977). Devido a esse isolamento, a Mata Atlântica abriga uma biota única com diversos gêneros e espécies endêmicas (Myers et al., 2000).
Sua extensão original era de aproximada¬mente 1.360.000 km2, sendo 70% de sua cobertura de formações florestais arbóreas densas e o restante, áreas abertas e campos (Rizzini, 1997; MMA, 2002). A Mata Atlântica é uma das 25 áreas de maior biodiversidade (no inglês, biodiversity hotspots) reconhecidas no mundo (Myers e col., 2000) e abriga mais de 60% de todas as espécies endêmicas terrestres do planeta (Galindo-Leal e Câmara, 2005).
Atualmente está reduzida a menos de 8% de sua extensão original, sendo representada por fragmentos dispersos ao longo da costa brasileira, no interior da região Sul e da Sudeste, no sul dos estados de Goiás e de Mato Grosso do Sul, no interior dos estados do Nordeste e em Misiones na Argentina (MMA, 2002; Galindo-Leal e Câmara, 2005).
Seu nível de endemismo atinge 90% para alguns organismos (Costa et al., 2000). Muitos fatores, incluindo refúgios do Pleistoceno, introgressões marinhas e atividade tectônica, pode ser responsável por moldar a atual distribuição de linhagens com suas respectivas áreas de endemismo na Mata Atlântica.

## Teorias para áreas de endemismo na Mata Atlântica
Historicamente, muito mais atenção tem sido dedicada à diversificação da região amazônica. Por muitos anos, o mecanismo mais discutido da diversificação na floresta amazônica foi a teoria dos refúgios (Haffer, 1969). Segundo a teoria, os refúgios são ilhas de florestas densas úmidas isoladas por vegetação aberta. Essas florestas úmidas se retrairiam durante os períodos de máximo glacial (formando os refúgios) e se expandiriam durante os períodos mais quentes (períodos interglaciais), enquanto as áreas de vegetação aberta se comportavam de maneira contrária. Como os períodos seriam cíclicos, a expansão e a retração da vegetação também seriam cíclicas. Assim, espécies dependentes de ambientes florestais teriam acompanhado esses ciclos de retração e expansão das florestas durante o Pleistoceno, fazendo com que populações associadas a diferentes refúgios se diversificassem de maneira alopátrica caso o tempo de isolamento tenha sido suficiente para acumular diferenças entre elas.
	Em contraste com este cenário, as evidências de paleoecologia, modelagem e filogeografia sugerem que a ocorrência refúgios florestais do Pleistoceno nas zonas mais subtropicais (Hugall et al., 2002). Quando estudos paleopalinologia são considerados, torna-se claro que a Mata Atlântica tem sido fragmentado historicamente em áreas abertas (Behling & Lichte, 1997) e que as manchas de floresta foram amplamente isolado (Behling & Negrelle, 2001). Mais especificamente, tem sido sugerido que uma grande área de sudeste do Brasil não foi substituído por habitats savânicos mas, em vez disso, por uma formação semi-árida (Behling & Lichte, 1997).
	Em um estudo recente, Carnaval e Moritz (2008) realizaram um estudo com modelagem paleoclimática do último máximo glacial para a MA (21 mil anos atrás) e revelaram a existência de putativos refúgios florestais pleistocênicos no corredor central da MA (Bahia) e no Pernambuco. Os autores ainda mostraram a provável existência de uma região florestada instável em São Paulo durante o final do Pleistoceno. Entretanto, não incorporaram no modelo diferenças no gradiente altitudinal, o que possivelmente resultou na ausência de áreas florestadas estáveis ao sul da MA. A localização dessas possíveis zonas de estabilidade florestal durante o último máximo glacial (refúgios) é congruente com a distribuição geográfica de linhagens genéticas de estudos filogeográficos de pássaros e de anfíbios (Cabanne e col., 2007, 2008; Carnaval e col., 2009).

## Áreas aceitas
Prance (1982) identificou três áreas de endemismo para as plantas lenhosas (Pernambuco, Bahia e Rio de Janeiro). Cracaft (1985) identificou a área Centro da Serra do Mar (Esta área está localizada aproximadamente a partir do Rio São Francisco no norte de Pernambuco até o término do sul da floresta tropical em Santa Catarina) para aves. Erwin & Pogue (1988) sugeriu, em um estudo de besouros, que toda a região costeira da Mata Atlântica ao sul do rio São Francisco é uma única unidade biogeográfica que deram o nome de "Costa do Atlântico Sul". Tyler et al. (1994) identificou quatro áreas de endemismo ao longo da Mata Atlântica (Pernambuco, Bahia, Rio de Janeiro e Santa Catarina) para borboletas.